# Sedum forsterianum
Sedum forsterianum là một loài thực vật có hoa trong họ Crassulaceae. Loài này được Sm. miêu tả khoa học đầu tiên năm 1807.